# القومية اللاتينية
اللاتينية هي أيديولوجية تشجع على توحيد الشعوب الرومانسية.

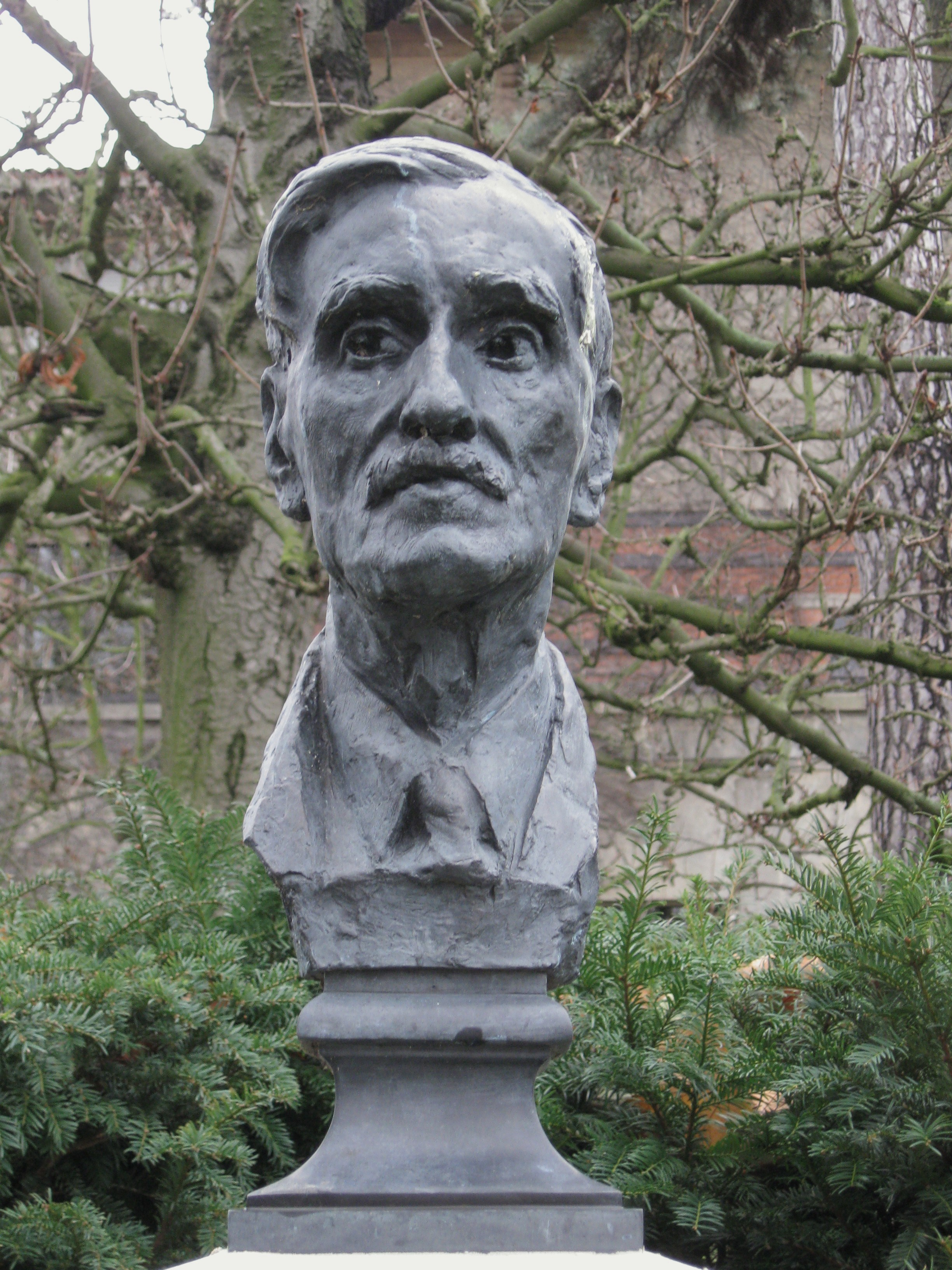
تمثال نصفي لجان تشارلز برون، مؤيد للاتينية الدولية والكونفدرالية اللاتينية

وقد ادعى [من؟] أن اللاتينية قد نشأت في إيطاليا في العصور الوسطى مع الشاعر الإيطالي دانتي أليغييري الذي تحدث للفكرة في شكل إمبراطوري من العالم أو على الأقل هيمنة أوروبية من قبل اللاتين. لقد صاغ توريس دي كايسيدو (1830-1889) مصطلح «القومية اللاتينية». نشأت عموم اللاتينية عن فكرة وجود عرق لاتيني مشترك.
نشأت اللاتينية أولًا في فرنسا بشكل خاص من تأثير ميشيل شوفالييه (1806-1879) الذي قارن الشعوب «اللاتينية» في الأمريكتين مع الشعوب «الأنجلوسكسونية» هناك. تحدث الكاتب الفرنسي ستندال في القرن التاسع عشر عن «اللاتينية» باعتبارها فكرة إمبريالية بأن على اللاتين حكم جيرانهم غير اللاتينيين. تم تبنيها في وقت لاحق من قبل نابليون الثالث، الذي أعلن دعمه للوحدة الثقافية للشعوب اللاتينية وقدم فرنسا كقائدة حديثة للشعوب اللاتينية لتبرير التدخل الفرنسي في السياسة المكسيكية التي أدت إلى إنشاء الإمبراطورية المكسيكية الثانية الموالية لفرنسا.
في أعقاب هزيمة فرنسا في الحرب الفرنسية البروسية وإنشاء دولة ألمانيا، رفض المنظر السياسي الفرنسي غابرييل هانوتو الادعاءات بأن عصر الهيمنة الإمبريالية على الشعوب اللاتينية والفرنسية على وجه الخصوص قد انتهى وأن الجديد كان عصر واحد من الهيمنة الإمبريالية للشعوب الأنجلوسكسونية، والجرمانية، والسلافية. ادعى هانوتوكس أن للشعوب اللاتينية دور إمبراطوري تلعبه في استعمار إفريقيا، وادعى أن ممتلكات الشعوب اللاتينية الإمبريالية يجب أن تشمل إفريقيا وأمريكا الجنوبية، وفي حين أن قبضة الشعب الأنجلو ساكسوني ستكون أمريكا الشمالية، فإن الشعوب الجرمانية ستكون أوروبا الوسطى، والشعوب السلافية ستكون سيبيريا.
نشأ شكل ديمقراطي وكونفدرالي للعمومية اللاتينية من خلال تأثير الشخصية الفرنسية الأوكيتانية فردريك ميسترال الذي دافع عن الحكم الذاتي الإقليمي لأوكستانيا في فرنسا، كما دعا إلى القومية اللاتينية بعد الاتصال بالكتالان الذين دعموا استقلال كاتالونيا إلى جانب الوحدة اللاتينية. أثر ميسترال على جان تشارلز برون، الذي أثار بدوره إعجاب ميسترال. دافع تشارلز برون عن لاتينية دولية وإنشاء خط اتحاد كونفدرالي ديمقراطي لاتيني بينما رفض المقترحات الإمبريالية التي دعت لإنشاء «إمبراطورية لاتينية».
كانت القومية اللاتينية عنصرًا هامًا من عناصر الفاشية الإيطالية التي استخدمت إلى جانب الرومانيتاس لتعزيز التفوق العرقي الإيطالي.